# Tippelsberg

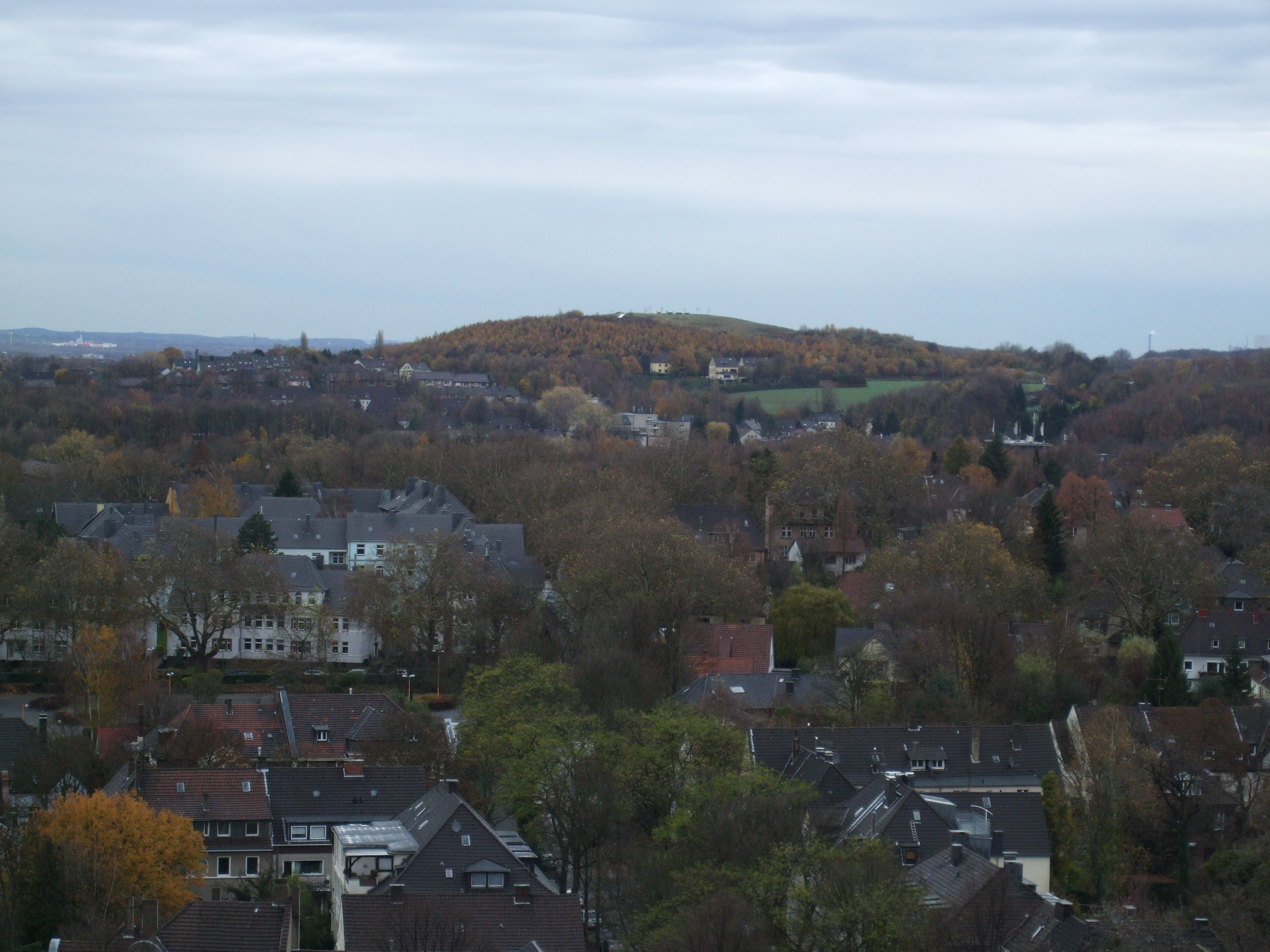
Tippelsberg in Bochum. Vor der Aufschüttung war der Tippelsberg ungefähr so hoch wie die drei Häuser an seinem Hang.

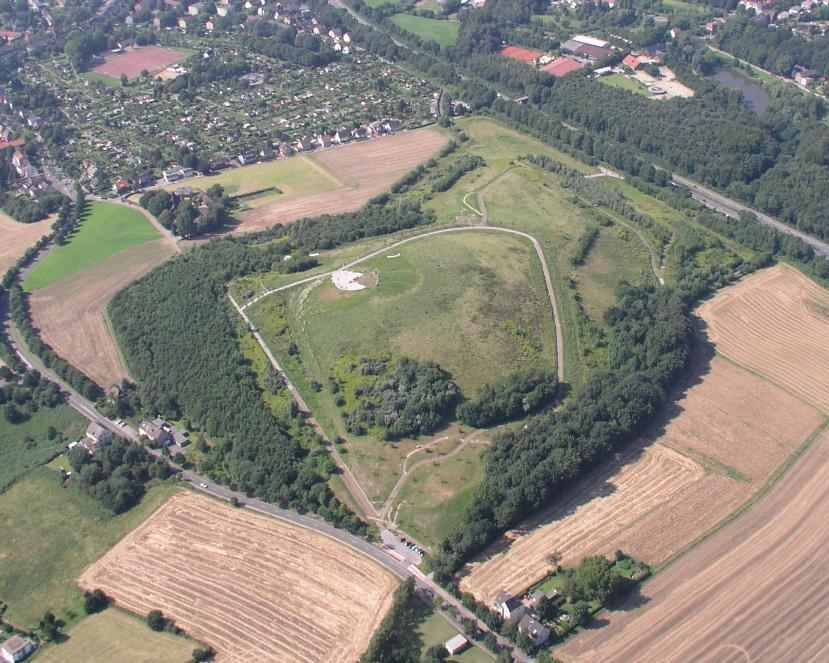
Der Bochumer Tippelsberg (2007)

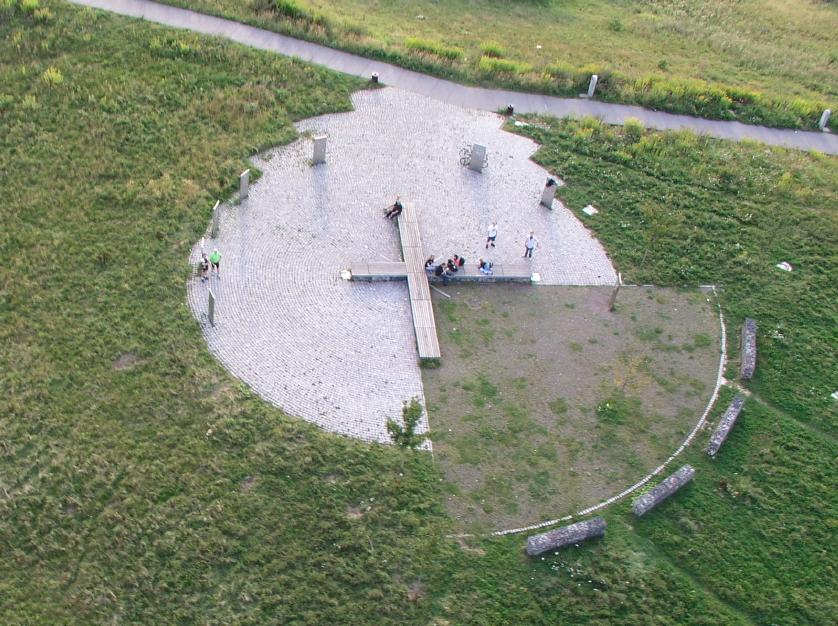
Das „Gipfelkreuz“ des Tippelsbergs (2009)

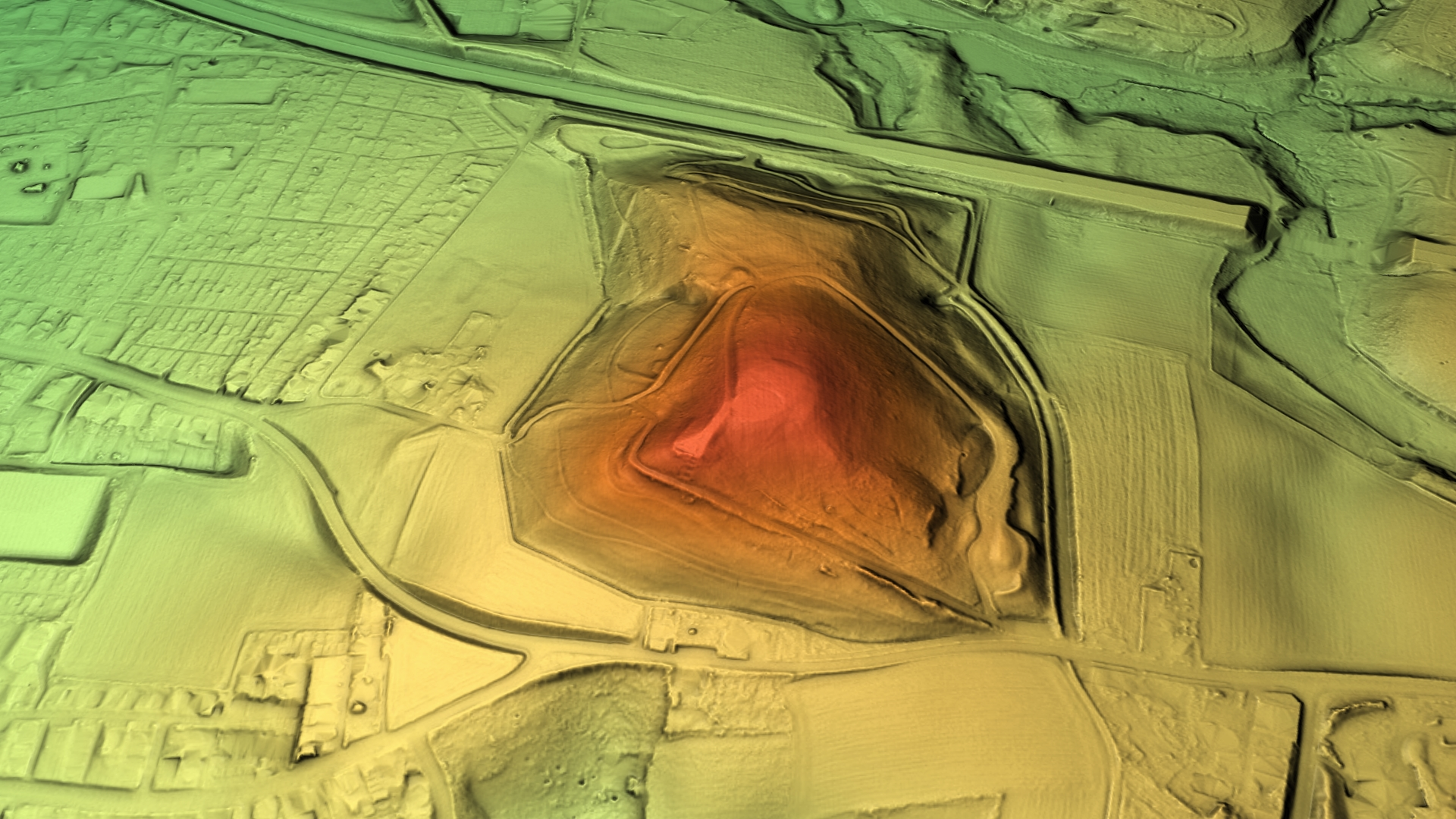
3D-Ansicht des digitalen Geländemodells

Der Tippelsberg ist eine Erhebung und ein Naherholungsgebiet in Bochum-Riemke, einem Stadtteil im Norden Bochums.
Mit seinen 150 Metern über dem Meeresspiegel ist der Berg eine für die Region Mittleres Ruhrgebiet vergleichsweise hohe Erhebung in der Landschaft, die eine Landmarke im Bereich der Bochumer Stadtteile Grumme, Riemke und Bergen bildet.
Der Tippelsberg wurde von 1983 bis 2003 als Deponie für Bau- und Bodenschutt genutzt. Überwiegend wurde der Aushub der Bochumer U-Bahn-Strecke U35 unter der nahe gelegenen Herner Straße hier deponiert. Die Ausdehnung des Schüttkegels beträgt 18,5 Hektar. Der Tippelsberg befindet sich im Besitz der USB Bochum GmbH.
Die Spitze des früheren Tippelsberg hatte eine Höhe von ungefähr 117 Meter. Sie lag vor der Aufschüttung ungefähr dort, wo heute die Treppe zum Hügel beginnt.
Der künstlich erhöhte Gipfel erreicht heute eine Höhe von 150 Metern im Bereich des Gipfelkreuzes. Der Hügel ragt um die 35 Meter des Umgebungsniveaus an der Hiltroper Straße heraus, und um die 75 Meter über das Niveau am nahe gelegenen Riemker Markt.
Vom Gipfel aus kann man bei klarer Sicht weit in das nördliche und westliche Ruhrgebiet blicken sowie auf die Stadt Bochum. Bei klarem Wetter kann man die Halden in Bottrop mit dem Tetraeder sowie die Kühltürme der Kraftwerke am Rhein erkennen. Südlich wird der Blick auf der Höhe der Anhöhen an der Ruhr und im Ennepe-Ruhr-Kreis begrenzt. Nach Osten begrenzen die Erhebungen an der Castroper Straße und den nördlichen Stadtteilen wie Gerthe den Blick, sie sind mit ungefähr 130 Meter höher als der frühere Tippelsberg.
Das neu gestaltete und renaturierte Areal wurde im Sommer 2007 als Naherholungsgebiet mit Wanderwegen und Aussichtsplattform den Besuchern wieder zur Verfügung gestellt. Es gibt heute angelegte Wege von ca. 2,5 km Länge. Auf dem Gipfel ist ein liegendes Kreuz aus Steingabionen mit Holzabdeckung installiert. Rundherum gibt es acht Stahlstelen, die einen „Revierblick auf Kulturstätten in Bochum und Umgebung“ bieten. Die Wege zu den Ausgängen im Norden und Süden sind mit unterschiedlichen Bodenbelägen (Kiesel, Splitt, Mulch, Schotter) gestaltet, darunter gibt es auch einen „Weg der Riesen“ und einen „Weg der Kinder“. Zudem gibt es einen ausführlichen Naturlehrpfad, dessen Infotafeln mit Hinweisen über die lokale Flora und Fauna über das gesamte Wegenetz verteilt sind. Für Kinder gibt es Spielinstallationen, z. B. die Möglichkeit, Stimmen über ein unterirdisches Rohr eine längere Strecke zu übertragen oder eine Installation, mit der man die Klangfarben verschiedener Holzarten selbsttätig durch Anschlagen hängender Baumstämme erfahren kann.
Der Tippelsberg ist Gegenstand verschiedener Volkssagen. Eine davon lautet: Der Riese Tippulus absolviert einst eine lange Reise. Auf dem Weg stoppte er, um seine Schuhe von Lehmklumpen zu befreien, diese ergaben den Tippelsberg. Anlehnungen an diese Sagen wurden als Landschaftselemente auf dem Berg installiert, zum Beispiel sind auf dem gesamten Berg quadratischen Betonplatten verteilt, die mit riesigen Fußabdrücken versehen sind.
Im Kulturhauptstadtjahr Ruhr.2010 war der Tippelsberg einer der meistbesuchten Aussichtspunkte während der Aktion SchachtZeichen. Seit Beginn 2011 wird der Tippelsberg als Panorama in der Route der Industriekultur geführt.

## Ausblicke vom Tippelsberg
Mehrere Bilder haben Notizen auf Commons

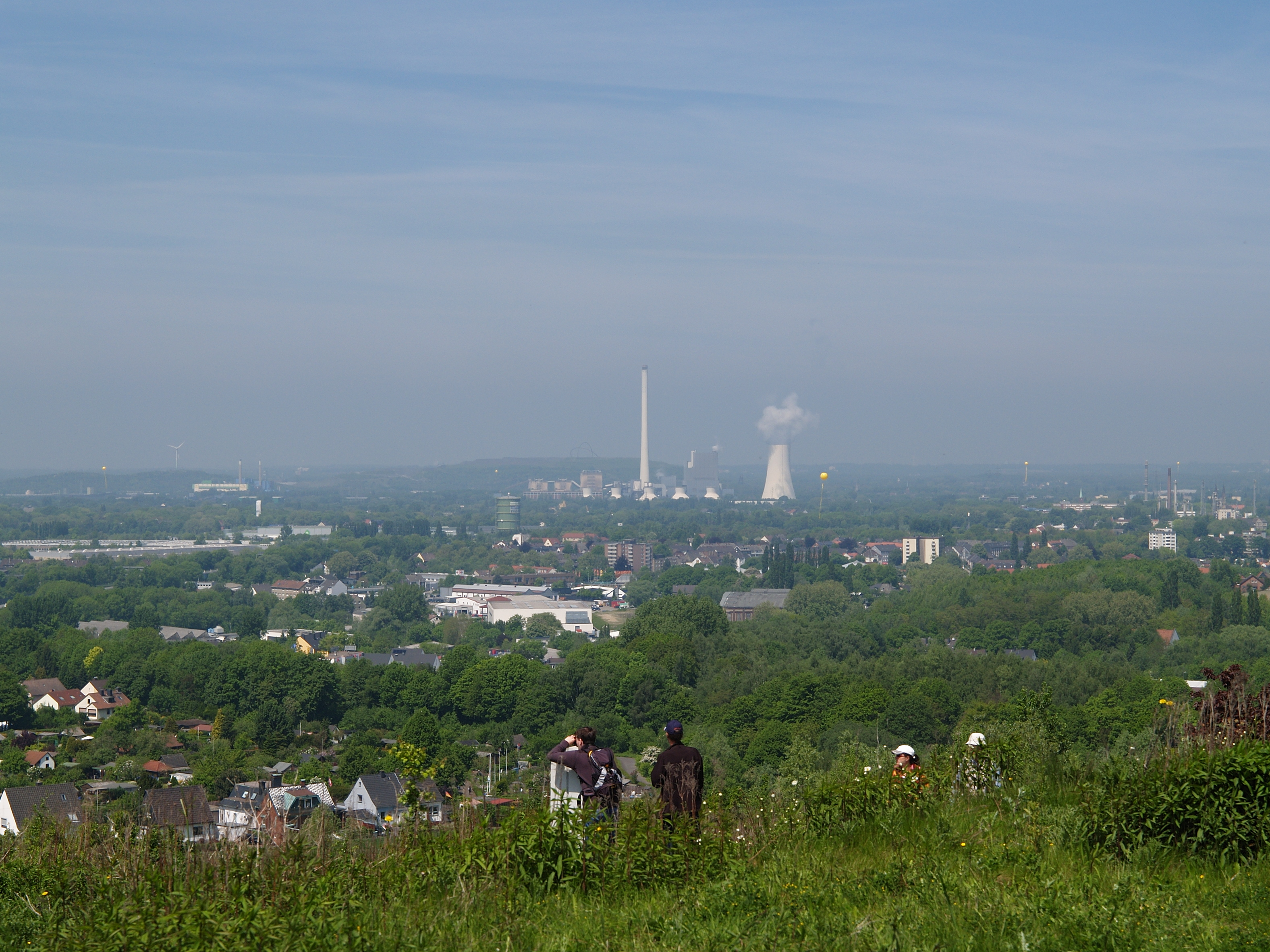
Schachtzeichen
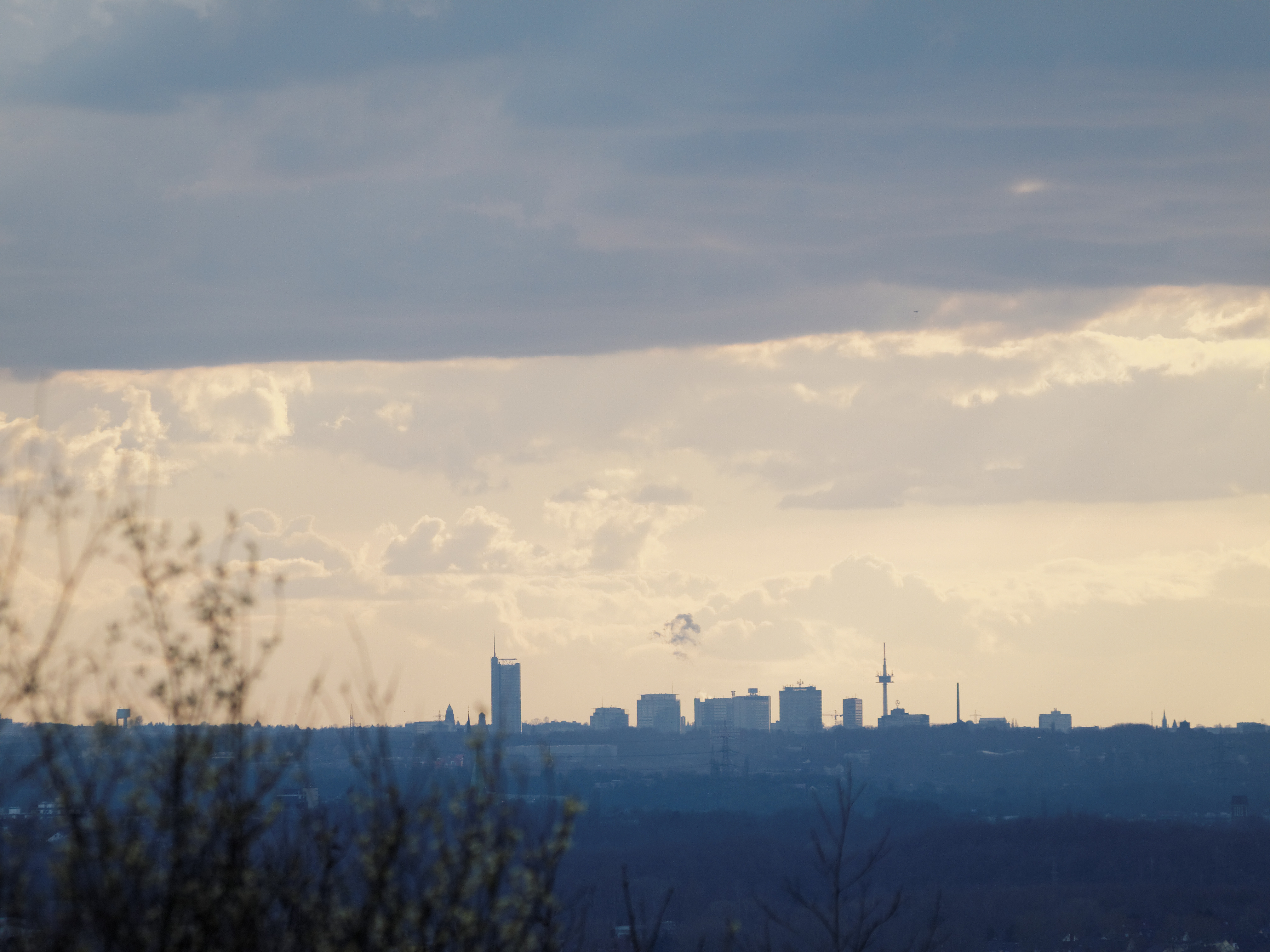
Häuser der Essener Innenstadt
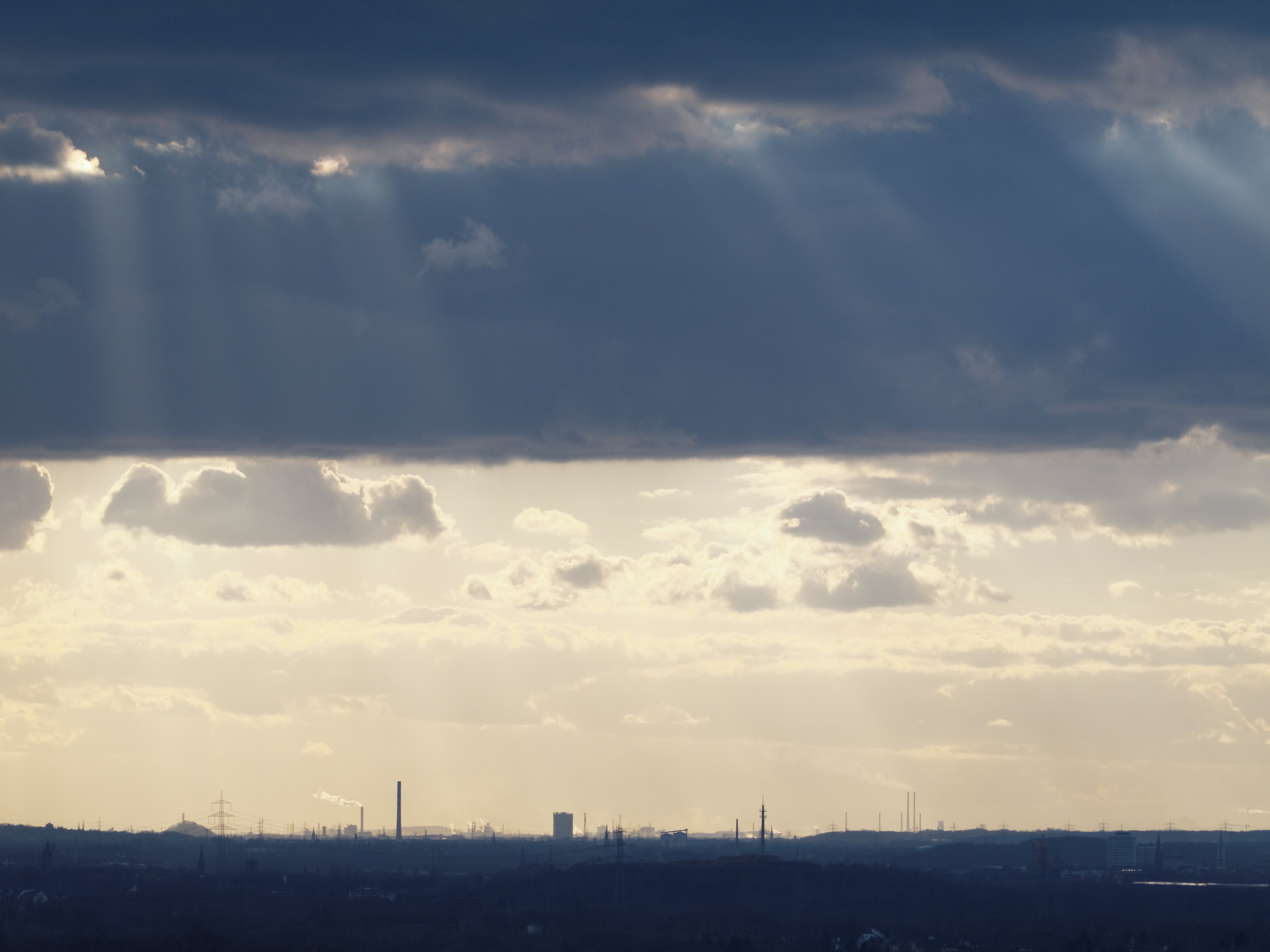
Blick nach Westen
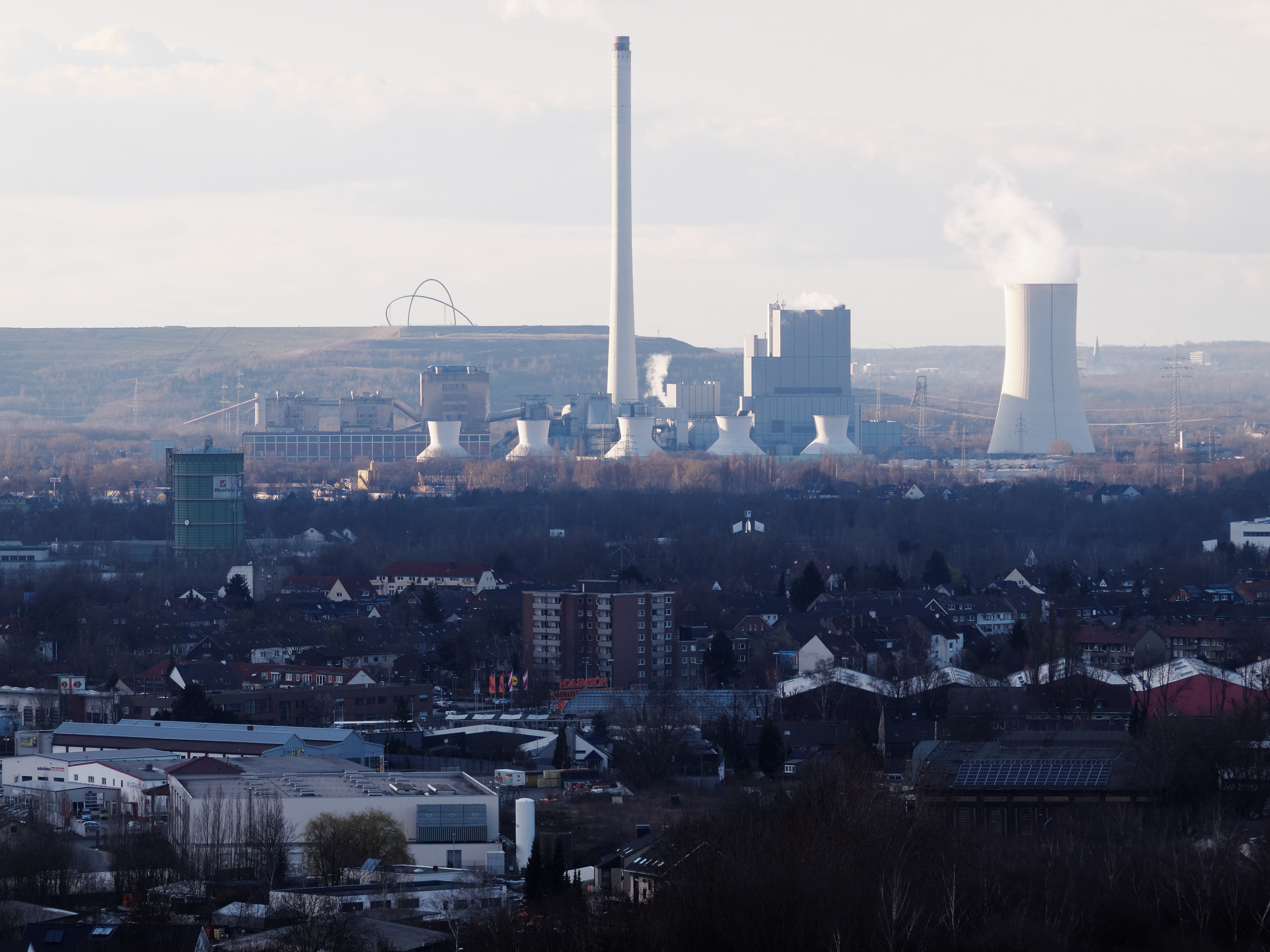
Halde Hoheward
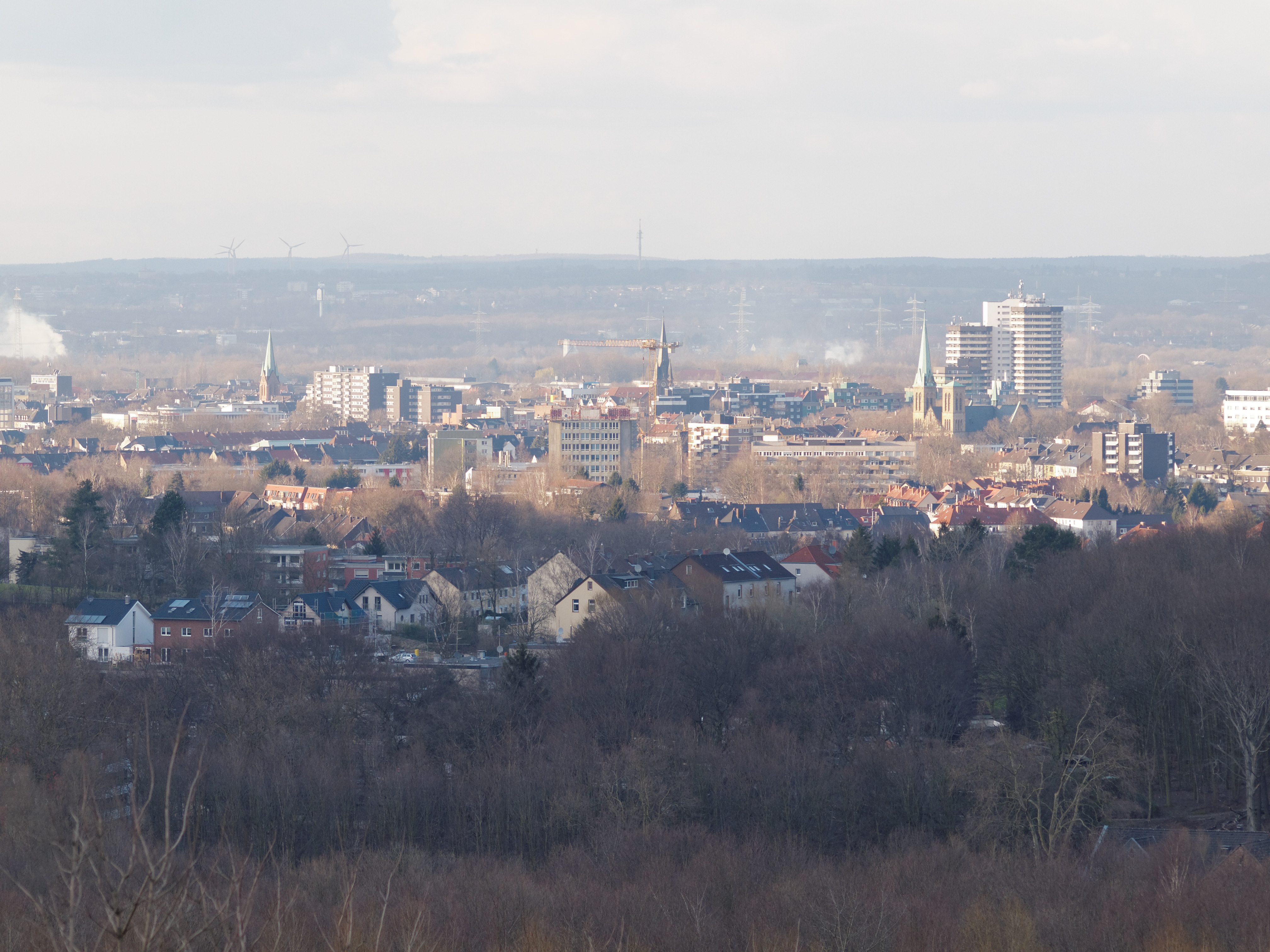
Herne